# Abba
För andra betydelser, se Abba (olika betydelser).
Abba (av musikgruppen skrivet ABBA och som logotyp AᗺBA, med det första B:et spegelvänt) är en svensk popgrupp, som var aktiv under en tioårsperiod mellan 1972 och 1982 samt inför lansering av sitt sista studioalbum, utgivet 2021. 
Gruppen består av de två före detta äkta paren Björn Ulvaeus och Agnetha Fältskog samt Benny Andersson och Anni-Frid "Frida" Lyngstad. Gruppnamnet bildades utifrån initialbokstäverna i medlemmarnas förnamn. Under hela gruppens karriär skrevs musik och text av Andersson och Ulvaeus, och fram till 1977 ibland tillsammans med gruppens manager, Stikkan Anderson.
Gruppens första album var Ring ring 1973. Det stora internationella genombrottet kom i Eurovision Song Contest 1974, där gruppen framförde det vinnande bidraget "Waterloo".
Medlemmarnas äktenskap upplöstes 1979 respektive 1981, och efter en inspelningssession hösten 1982 ägnade sig gruppmedlemmarna åt andra projekt. Gruppen splittrades inte formellt, men "uppehållet" drog ut på tiden och efter några år var en återförening inte längre aktuell. Uppehållet varade ända fram tills att arbetet med deras nionde studioalbum, Voyage, inleddes. Albumet utgavs 2021 – 40 år efter deras förra studioalbum. Vid endast ett tillfälle under uppehållet samlades gruppen framför tv-kameror; i Lasse Holmqvists program Här är ditt liv med Stikkan Anderson 1986.
Gruppen räknas som en av de största i musikhistorien och är en av få som vunnit framgång över jordens samtliga kontinenter. I mitten av 1970-talet var de försäljningsmässigt världens mest framgångsrika popgrupp. Abba har närmare 70 singlar som listettor över hela världen och över 60 albumettor. I Storbritannien hade de 18 raka topp 10-singlar, nio singelettor samt nio album som nr. 1 på den brittiska topplistan varav åtta i följd (1975–82). År 2014 hade gruppen sålt 400 miljoner skivor och är därmed Sveriges mest framgångsrika musikexport genom tiderna. Abba blev den första popgruppen från den icke engelskspråkiga delen av Europa att under en längre tid nå stora framgångar i den engelskspråkiga världen.
Abba är invalda i Rock and Roll Hall of Fame år 2010 och Swedish Music Hall of Fame år 2014.

## Historik

### Gruppen bildas (1969–1972)
Gruppmedlemmarna hade redan under 1960-talet haft musikaliska framgångar på varsitt håll; Benny Andersson med Hep Stars, Björn Ulvaeus med Hootenanny Singers och Agnetha Fältskog och Anni-Frid Lyngstad som soloartister. Andersson och Ulvaeus arbetade tillsammans som musikproducenter och låtskrivare vid Stikkan Andersons skivbolag Polar Music före Abba-tiden, bland annat för Ted Gärdestad och Hootenanny Singers.
År 1970 gav Andersson och Ulvaeus ut sin första gemensamma singel "She's My Kind of Girl" under artistnamnet Björn & Benny. Musiken hade de skrivit till filmen Någon att älska. Deras första gemensamma låtar skapade de redan 1966; "Isn't It Easy to Say" och "A Flower in My Garden", vilka båda spelades in av Hep Stars. Vidare skrev de i slutet av 1960-talet och början av 1970-talet låtar till bland andra Brita Borg, Lill-Babs, Lena Andersson och Anni-Frid Lyngstad.
Ulvaeus och Fältskog samt Andersson och Lyngstad träffades vid ungefär samma tid och blev två par. Musikproducenterna och låtskrivarna Ulvaeus/Andersson tog med sina sjungande flickvänner till studioinspelningar för Björn & Benny-inspelningar samt för andra artister. Den första inspelning som det är säkerställt att samtliga fyra personer medverkar på är Björn & Benny-singeln "Hej gamle man!" 1970, som låg tio veckor på Svensktoppen.
De två paren uppträdde på scen första gången tillsammans den 1 november 1970 på Restaurang Trädgårn i Göteborg under namnet Festfolket. Den 13 december 1970 syntes kvartetten i TV-programmet Five Minutes Saloon, där de framförde sin version av "California, Here I Come" från 1921.
År 1972 kom de första singelskivorna där alla samtliga fyra Abba-medlemmar medverkade på skivomslaget under gruppnamnet Björn & Benny, Agnetha & Frida. Den första singel som släpptes under detta namn var "People Need Love". I USA lanserades gruppens tre första singlar av Playboy Records under namnet Björn & Benny (with Svenska flicka).

### Genombrottet (1973–1975)

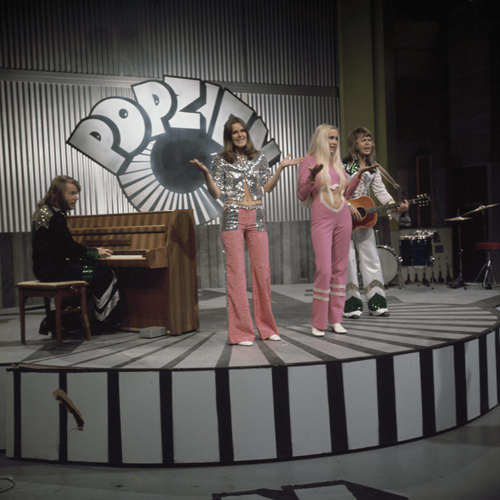
Gruppen framför "Ring, Ring" vid en TV-inspelning i Nederländerna sommaren 1973.

Gruppen deltog under namnet Björn & Benny, Agnetha & Frida i Melodifestivalen 1973 med tävlingsbidraget "Ring ring (bara du slog en signal)". Låten slutade på en tredjeplats, men detta hindrade inte gruppen från att få sin första större försäljningsframgång. De svensk- och engelskspråkiga versionerna gavs ut som varsin singel och placerade sig ganska snart efter tävlingen på första och andra plats på Kvällstoppen. Bägge singlarna hade i slutet av mars 1973 sålts i 100 000 exemplar i Sverige. På Svensktoppen låg den svenska versionen sammanlagt i 17 veckor under perioden 11 mars-1 juli 1973, och de nio första veckorna låg den etta.
Eftersom Agnetha Fältskog födde barn strax efter Melodifestivalen i februari ersattes hon tillfälligt av Inger Brundin - bland annat under en promotionsturné i Västtyskland, Österrike, Nederländerna och Belgien. Singeln blev etta i Sverige och Belgien och låg dessutom inom topp fem i Österrike, Nederländerna, Norge och Sydafrika.
En ännu större framgång skulle komma året därpå då gruppen, med det förkortade namnet Abba, framförde "Waterloo" i Melodifestivalen lördag 9 februari 1974. Efter omröstningen stod bidraget som vinnare med 302 poäng, medan andraplacerade "Min kärlekssång till dig" med Lasse Berghagen fick 211 poäng. "Waterloo" blev därmed Sveriges bidrag i Eurovision Song Contest 1974, vilken avgjordes i The Dome i Brighton, Storbritannien, lördag 6 april 1974. "Waterloo" var inte Abbas självklara val för Melodifestivalen, då de en tid valde mellan "Waterloo" och "Hasta Mañana", men bestämde sig slutligen för att framföra den förstnämnda.
"Waterloo" vann Eurovision Song Contest med 24 poäng, före Italiens "Si" med Gigliola Cinquetti, som slutade på 18 poäng. Efter sändningen intervjuades textförfattaren Stikkan Anderson i svensk TV:s nyheter och fick då frågan varför han skrivit en text om ett slag där tiotusentals människor dog. Anderson svarade att frågan var cyniskt ställd och att "Waterloo" används i symbolisk mening i texten. 
"Waterloo" blev, förutom i Sverige, listetta i flera europeiska länder. Låten blev även en hit i USA där den som bäst klättrade till sjätteplatsen på Billboardlistan.
Samtidigt som gruppen började få internationell framgång arbetade Anni-Frid Lyngstad och Agnetha Fältskog även med sina respektive soloalbum och Andersson och Ulvaeus producerade andra artisters inspelningar, däribland Ted Gärdestad och Hootenanny Singers. Därtill skulle gruppen göra promotion för sina egna singlar, med besök runtom i Europa och Nordamerika. När de inte hann med att besöka alla platser de önskade, valde de att spela in promotionvideor där gruppen framför sina nya låtar, en slags tidig musikvideo. Det var när videorna till "Mamma Mia", "SOS" och "I Do, I Do, I Do, I Do, I Do" visades i Australien som singlarna började klättra på försäljningslistan där. 
Efter "Waterloo" dröjde det ett och ett halvt år till nästa framgång i Storbritannien, då gruppen fick en hit med "SOS". Låten låg som bäst på sjätte plats på den brittiska listan, och på femtonde plats i USA. En version med svensk text gjordes året därpå till Agnetha Fältskogs soloskiva Elva kvinnor i ett hus. Före "SOS" hade gruppen släppt en rad singlar som inte nådde någon större framgång på hitlistorna i Storbritannien och USA, men som klättrade på listor i andra länder; "Honey, Honey" (2:a i Västtyskland), "So Long" (3:a i Österrike) och "I Do, I Do, I Do, I Do, I Do" (1:a i Australien och Nya Zeeland). De två förstnämnda singlarna klättrade på listorna i samband med gruppens första Europaturné 1974-75. Efter "SOS" släpptes singeln "Mamma Mia" som lyckades klättra till förstaplatsen i Storbritannien, vilket stärkte gruppens status där.
I slutet av 1975 gavs gruppens första samlingsalbum ut - Greatest Hits. Albumet räknas som ett av Abbas bäst säljande album någonsin, mycket tack vare försäljningsframgångarna i Storbritannien och USA. Albumet blev gruppens första etta på albumlistan i Storbritannien, där det blev det första av åtta Abba-album i rad att nå förstaplatsen. I Storbritannien kom albumet att bli det andra mest sålda albumet under hela 1970-talet, endast Simon & Garfunkels Bridge over Troubled Water hade större framgångar under decenniet. 

### Världsturnéer och försäljningsframgångar (1976–1979)

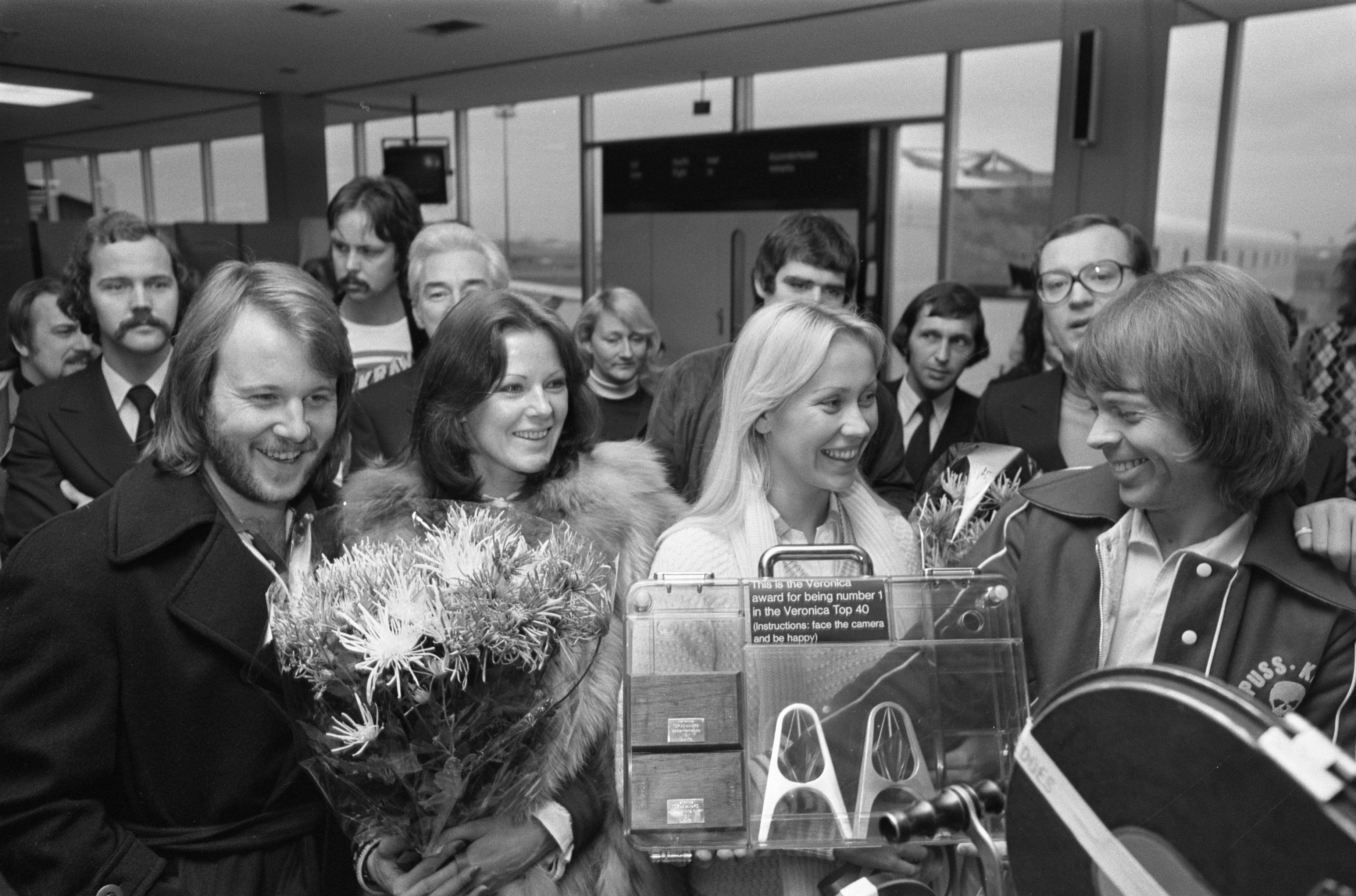
Abba på flygplatsen Schiphol i Nederländerna i november 1976.

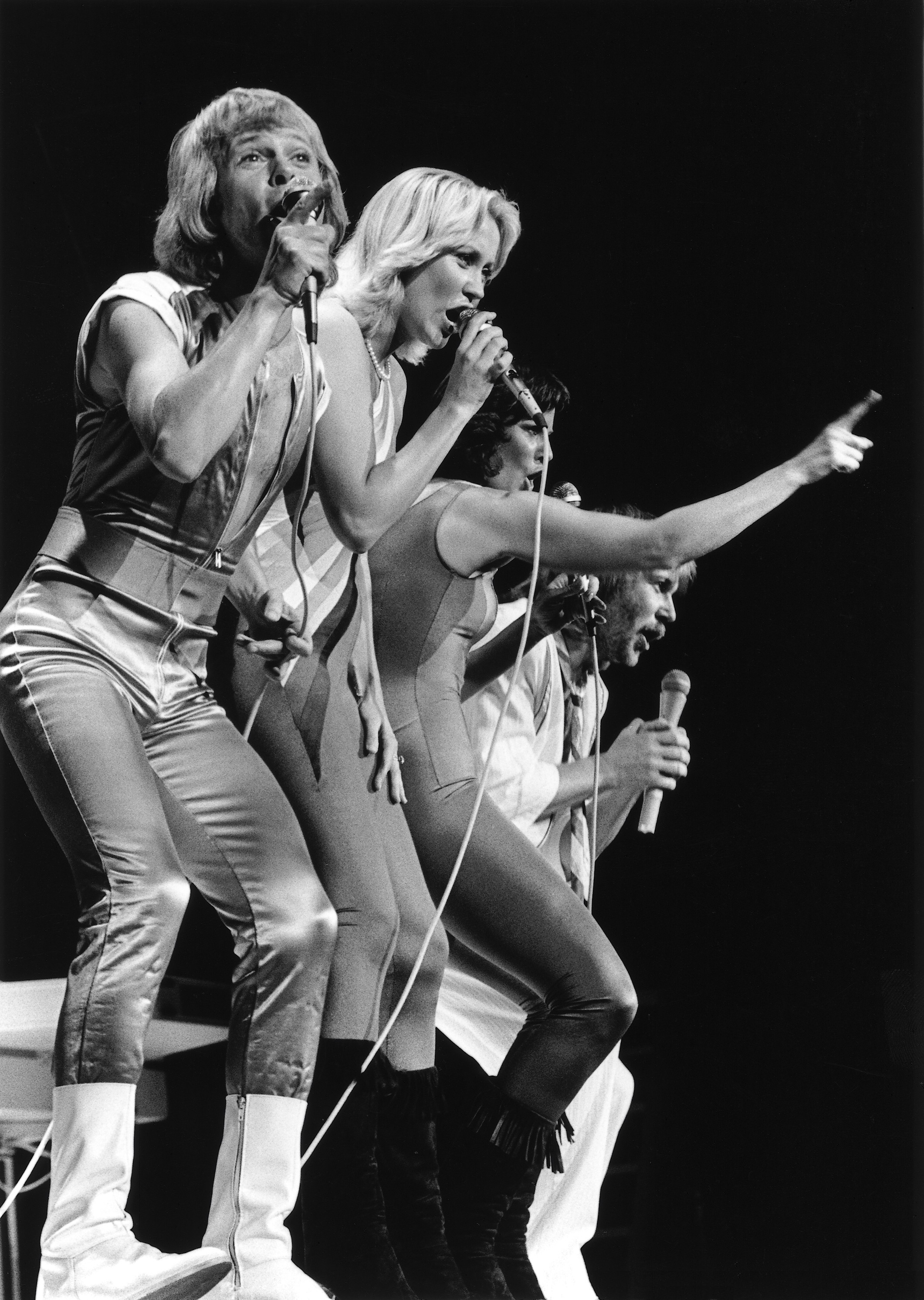
Gruppen framträder i Edmonton, Kanada, under sin världsturné 1979, som i förlängningen 1980 kom att bli deras sista.

Mellan 1974 och 1980 kom gruppen att ha nio singelettor på Englandslistan och en i USA. Abba var på toppen av sin karriär vid en tid då europeisk popmusik skattades högt i USA. Intresset för Abba kulminerade i USA samtidigt som punk och new wave ökade i popularitet i Europa. Gruppen var också populär i östra Europa trots den kommunistiska diktaturen. Abba gästade tv-shower i såväl Polen som Östtyskland.
Med koreografi av Graham Tainton och scenkläder av Owe Sandström lyckades gruppen skaffa sig uppmärksamhet inte bara för musiken.
År 1976 var Abba en av världens mest populära musikgrupper, med låtar som "Fernando", "Knowing Me, Knowing You", "Money, Money, Money" och "Dancing Queen". Den sistnämnda blev gruppens tredje raka etta på brittiska UK Singles Chart där den toppade listan sex veckor i följd september-oktober 1976. Låten lyckades även klättra till förstaplatsen på Billboardlistan i USA våren 1977. 
"Dancing Queen" hade framförts första gången i en tysk TV-show våren 1976 och den 18 juni framförde gruppen låten vid en TV-sänd gala från Kungliga operan i Stockholm, tillägnad Sveriges kung Carl XVI Gustaf och Silvia Sommerlath, som dagen efter skulle gifta sig i Storkyrkan i Stockholm. "Dancing Queen" hade inte skrivits till kungabröllopet med drottning Silvia som inspiration; gruppen valde att framföra den nya låten vid TV-galan eftersom titeln och "drottningtemat" passade just då.
Gruppens första världsturné tog dem genom Europa och Australien 1977 och dokumenterades i Lasse Hallströms långfilm Abba – the Movie, som fick biopremiär i december samma år. När turnén kom till London, genomfördes två utsålda konserter i Royal Albert Hall, 13 och 14 februari 1977. Biljettköp var endast möjligt genom postansökning och efter konserterna redovisades siffror på 3,5 miljoner biljettansökningar. Detta hade räckt till att fylla arenan 625 gånger.
Hysterin kring gruppen i samband med turnén i Australien fångades i Hallströms film och har på senare tid kommenterats av Agnetha Fältskog i hennes självbiografi som en stressfylld upplevelse; "Det var feber. Det var hysteri. Det var ovationer. Det var svettiga, besatta folkmassor. Ibland var det otäckt. Jag kände det som om man skulle suga tag i mig så att jag aldrig skulle komma loss."
I december 1977 släpptes albumet Abba - The Album, vilket enbart i Sverige var förhandsbeställd i 760 000 exemplar och blev deras mest framgångsrika album i USA.
Det tog lång tid för gruppen att färdigställa nästa studioalbum, det som skulle komma att bli Voulez-Vous. Inspelningarna till det nya albumet hade börjat våren 1978 och flertalet melodier ratades längs vägen, vilket resulterade i att utgivningsdatumet sköts fram till våren 1979, istället för hösten/vintern 1978, som först var planerat. Parallellt med studioarbetet gjorde gruppen en promotionsturné i Europa och USA, under vilken singeln "Take a Chance on Me" klättrade till tredje plats på den amerikanska listan. I Storbritannien hade den toppat singellistan tre veckor i följd som deras på nytt tredje raka listetta efter "Knowing Me, Knowing You" och "The Name of the Game" 1977. Hösten 1978 släppte gruppen den discoorienterade låten "Summer Night City" och Andersson och Ulvaeus bekräftade influenser av Bee Gees framgångar med soundtracket till långfilmen Saturday Night Fever inför produktionen av det kommande albumet. Till Voulez-Vous koncentrerade de sig även på att göra raka poplåtar mer än att visa upp variation och mångsidighet, vilket gjorts på gruppens tidigare album.
Eftersom medlemmarna hade svårt att förena karriären med privatlivet, upplevde gruppen en hel del slitningar. Ulvaeus och Fältskog ansökte om skilsmässa i början av 1979.
Hösten 1979 turnerade gruppen i Europa, USA och Kanada. Våren 1980 fortsatte turnén till Japan, vilket skulle bli deras sista konsertturné. Konserterna i London, Storbritannien, i november 1979 filmades av Sveriges Television och sammanställdes i TV-specialen Abba in Concert och flertalet ljudinspelningar från dessa konserter har senare givits ut.

### De sista åren (1980–1983)
Under 1980 släpptes två singlar som blev gruppens sista ettor på brittiska singellistan: "The Winner Takes It All" och "Super Trouper".
Gruppens åttonde studioalbum, The Visitors, utgavs i slutet av 1981. Det var det första albumet i världen som trycktes på CD-format, men Billy Joels 52nd Street fick förtur ut till skivhandeln.
Anledningen till albumets mörka texter och dystra sound förklarar Anni-Frid Lyngstad i Carl-Magnus Palms bok Abba - människorna och musiken: "När man har gått igenom en separation, som vi ju allihop hade gjort då, så påverkar det förstås atmosfären i studion. [...] Den glädje som alltid fanns i våra sånger, även om sången i sig själv var sorgsen, var borta. Vi hade glidit ifrån varandra som människor, och den samhörighet som alltid hade varit en del av våra inspelningar fanns inte kvar längre."
Även skivomslaget är mörkt och dystert. Fotografiet togs i Julius Kronbergs ateljé på Skansen i Stockholm efter att albumdesignern Rune Söderqvist fått idén om att skivtitelns besökare kunde vara änglar samt att låten Like an Angel Passing Through My Room skulle finnas med på albumet. Han kom att tänka på Kronbergs många änglamotiv och bestämde att fotot skulle tas i Kronbergs ateljé. Fotografiet domineras av Kronbergs tavla föreställande Eros. Fotografiet togs sent på hösten 1981 och ateljén var ouppvärmd.
Under första halvan av 1982 var gruppens inriktning att spela in ytterligare ett album och tre låtar spelades in: "I am the City" (utgiven 1993, på samlingsalbumet More Abba Gold – More Abba Hits), "You Owe Me One" (B-sida på sista singeln) och "Just Like That" (än idag outgiven i sin helhet). Arbetet med albumet stoppades för att i stället inriktas på att släppa ett samlingsalbum, The Singles: The First Ten Years, med de mest säljande singlarna de senaste tio åren, plus två nya låtar som släpptes som singlar: "The Day Before You Came" och "Under Attack".
Sista gången Abba uppträdde tillsammans var den 11 december 1982, då de medverkade i det brittiska TV-programmet Late, Late Breakfast Show via satellit från Stockholm. I början av 1983 släpptes singeln "Under Attack", men vid detta tillfälle var inte gruppen verksam längre. Gruppen upplöstes inte formellt – istället togs en oannonserad paus för att arbeta med andra projekt och "pausen" blev längre än vad någon kunnat ana - de återvände till inspelningsstudion för att spela in ny musik som släpptes 2021.

### Projekt efter Abba

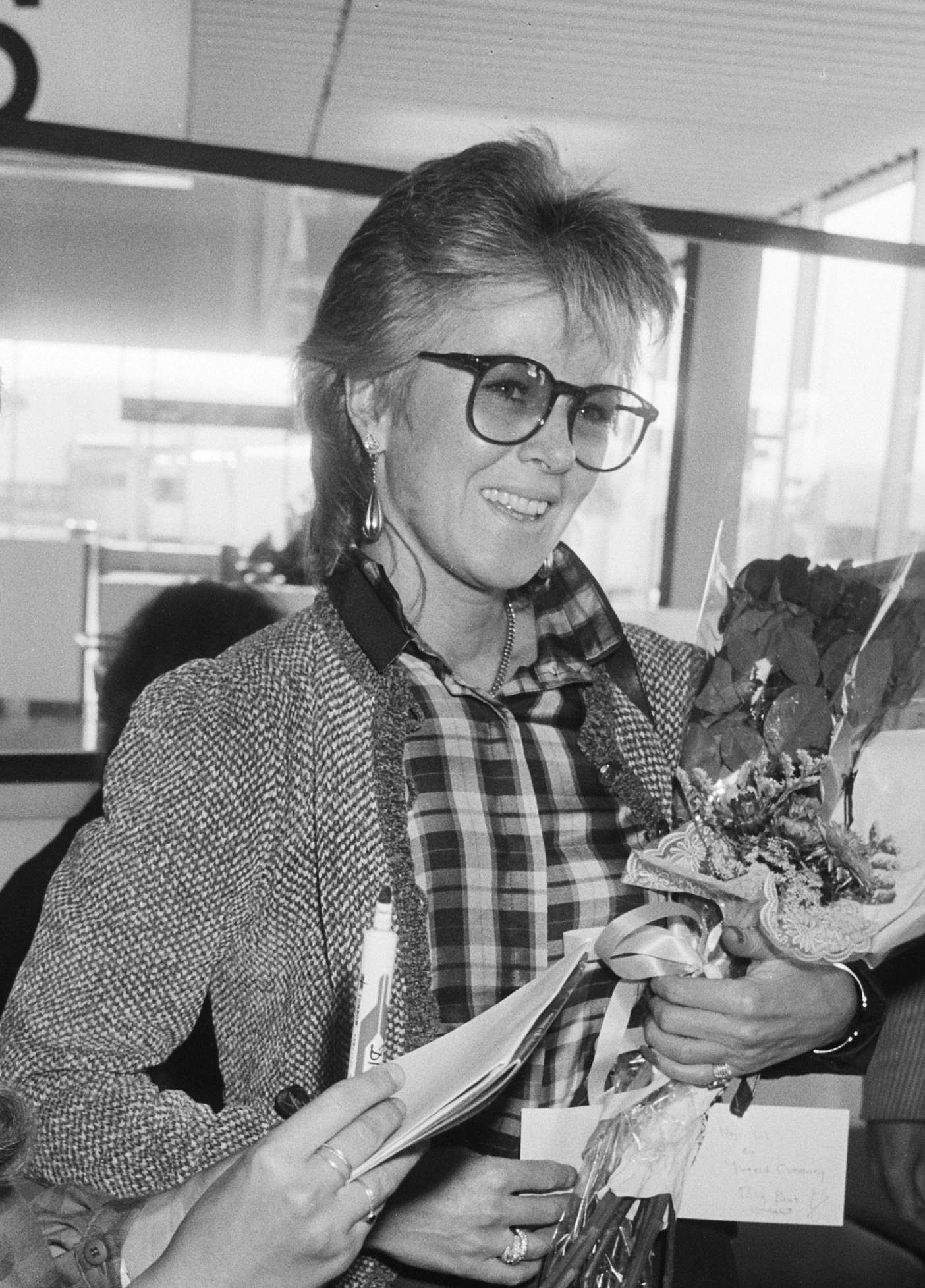
Anni-Frid Lyngstad 1982.

Efter att gruppen slutade spela in sånger tillsammans har Benny Andersson och Björn Ulvaeus skapat musikalerna Chess (tillsammans med Tim Rice) och Kristina från Duvemåla. De var också delaktiga i arbetet med musikalen Mamma Mia!, baserad på gruppens musik. Andersson har även arbetat som låtskrivare och musikproducent för bland annat Gemini, Orsa spelmän, Ainbusk Singers och Josefin Nilsson. Sedan år 2000 har han haft stora framgångar i Sverige med Benny Anderssons orkester.
Anni-Frid Lyngstad har släppt tre soloalbum: Something's Going On 1982, Shine 1984, och Djupa andetag 1996. Hon har även sjungit duett med exempelvis Phil Collins, Ratata, Marie Fredriksson och Filippa Giordani.
Agnetha Fältskog har givit ut fem egna soloalbum, 1983, 1985, 1988, 2004 och 2013. Hon har även medverkat som skådespelare i långfilmen Raskenstam från 1982. Hon har sjungit duett med bland annat Peter Cetera, Tomas Ledin, Ola Håkansson och Gary Barlow.

### Nypremiär
Intresset för Abba återuppväcktes i början av 1990-talet. År 1992 gav synthpopgruppen Erasure ut en EP med covers på fyra Abbalåtar, Abba-esque, och i London startades en discorevivalklubb som spelade en av gruppens låtar varje timme. Samlingsalbumet Abba Gold – Greatest Hits gavs ut strax därefter, och den kom att bli det mest sålda albumet i Storbritannien under 1990-talet. Skivan, och dess uppföljare More Abba Gold – More Abba Hits, sålde i stora upplagor i hela världen. I slutet av 1990-talet kom samtliga gruppens album åter ut i CD-format med ljudet restaurerat under ledning av Michael B. Tretow. Han satte även ihop medleyt Undeleted till utgivningen av CD-boxen Thank You for the Music 1994.
År 2005 släppte Madonna sin låt "Hung Up" där hon har samplat gruppens låt "Gimme! Gimme! Gimme! (A Man After Midnight)" från 1979. Låten blev en stor internationell framgång och toppade listorna i över 20 länder. Det är, jämte hiphopgruppen The Fugees "Rumble in the Jungle", enda gången som låtskrivarna Andersson/Ulvaeus givit tillstånd att sampla en Abba-inspelning.
Musikalen Mamma Mia! hade premiär på Prince Edwards Theatre i Londons West End den 6 april 1999, 25 år efter gruppens seger i Eurovision Song Contest. Musikalen har manus av Catherine Johnson och baseras på gruppens låtar och har sedan dess spelats över hela världen och översatts till flera språk. Andersson och Ulvaeus har varit inblandade i arbetet med musikalen. Filmen Mamma Mia! baseras på musikalen och sattes upp på biografer 2008.
I maj 2013 öppnades Abbamuseet på Djurgården i Stockholm. Sexton månader senare hade museet besökts av en halv miljon besökare. I januari 2016 togs nästa steg i Mamma Mia!-historien, då Mamma Mia! The Party öppnade på Gröna Lund i Stockholm.

### Återförening
Gruppen gjorde en tillfällig återförening i januari 1986 för att inför tv-kameror sjunga "Tivedshambo" i SVT:s program Här är ditt liv. Önskemål och rykten om tillfälliga comebacker har sedan dess avvisats av samtliga medlemmar. År 2000 tackade gruppmedlemmarna nej till ett erbjudande om en miljard dollar för en återföreningsturné. Gruppmedlemmarna har endast vid ett fåtal tillfällen visat sig tillsammans vid offentliga tillställningar, som exempelvis vid den svenska galapremiären av spelfilmen Mamma Mia! på biografen Rival den 4 juli 2008 samt vid invigningen av Mamma Mia! The Party i januari 2016.
Den 5 juni 2016 arrangerade Andersson och Ulvaeus en privat fest på Berns salonger i Stockholm för att fira att det var 50 år sedan som de träffats för första gången, den 5 juni 1966. Vid ett tillfälle under festen stod hela Abba-kvartetten samtidigt på scen och sjöng "The Way Old Friends Do".
Den 27 april 2018 tillkännagav Abba i ett pressmeddelande att de samlats i inspelningsstudion och spelat in två nya låtar; "I Still Have Faith in You" och "Don't Shut Me Down". Vid en livesändning på Youtube 2 september 2021 meddelade Björn Ulvaeus och Benny Andersson att ett helt album med 10 nya låtar spelats in och att albumet med titeln Voyage släpps den 5 november 2021. I samband med livesändningen presenterades de två låtarna "I Still Have Faith in You" och "Don't Shut Me Down" digitalt och som en fysisk dubbel-singel. Efter många års förberedande arbete presenterades samtidigt att konsertupplevelsen Abba Voyage planerades ha premiär i början av juni 2022, i en specialbyggd arena i London, kallad Abba Arena. Konserten består av en liveorkester där popgruppen närvarar som hologram av sig själva som gruppen såg ut 1977 och materialet består av klassiska Abba-låtar från gruppens karriär, men också två nyinspelade låtar.

## Abba-soundet

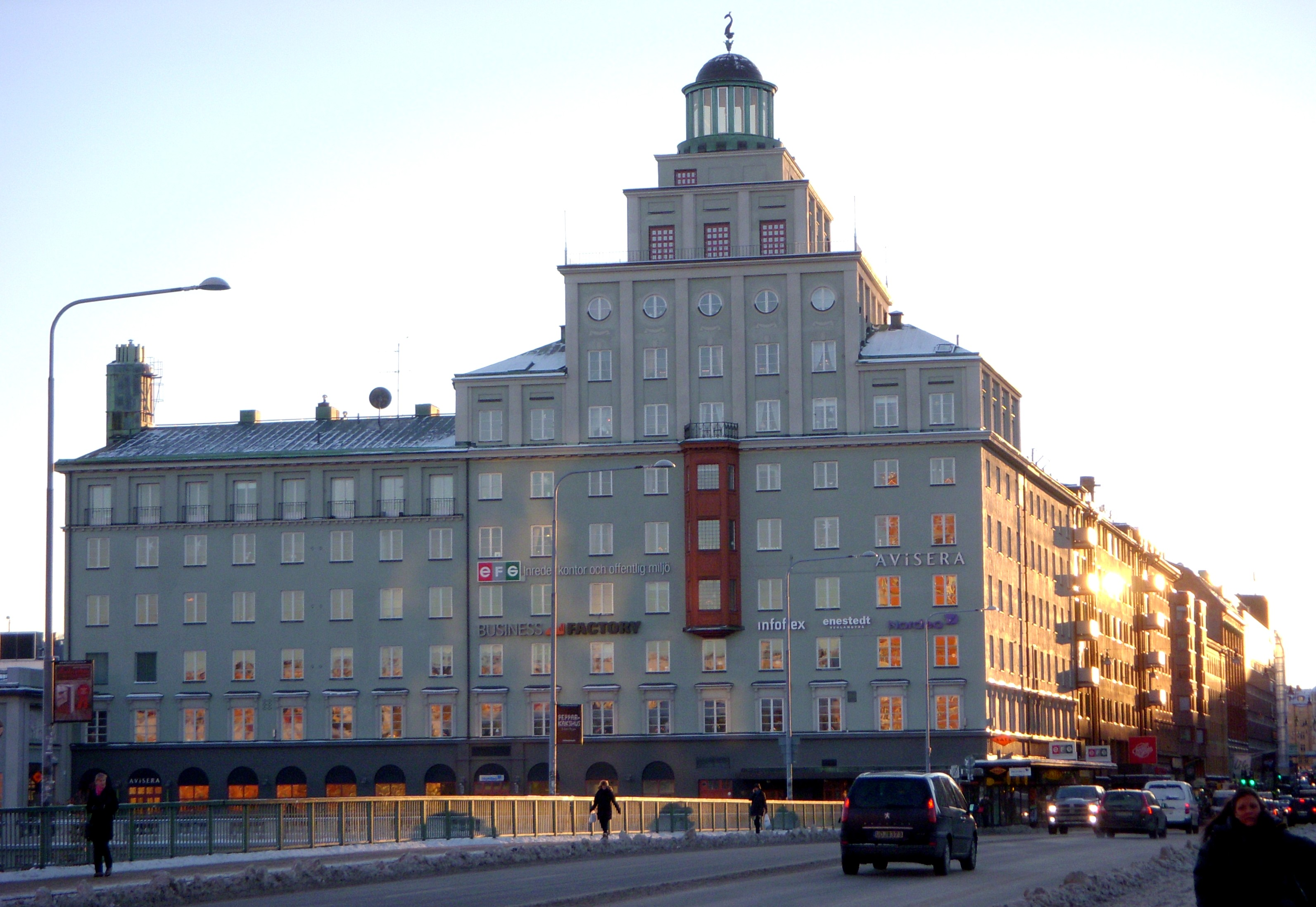
Polar Studios låg i det så kallade Sportpalatset på Kungsholmen i Stockholm. Där fanns den kvar fram till 2004.

Ända från början uppmärksammades Abba för musikens speciella ljudbild. Arkitekten bakom detta sound var ljudteknikern Michael B. Tretow, som hade hämtat inspiration från Phil Spectors inspelningsteknik. Soundet utvecklades under långa studiosessioner. Enligt Tretow bestod en del av processen att lägga många likadana spår, till exempel Fältskogs och Lyngstads sång, bredvid varandra i mixen med varierande tidsförskjutning. Detta gav enligt Tretow en fyllig, "glittrande" upplevelse. Tretow var ljudtekniker på samtliga av gruppens inspelningar under 1970- och 1980-talen.
Ytterligare en viktig aspekt var de musiker som arbetade med gruppen. Andersson och Ulvaeus använde i stor uträckning samma studiomusiker under hela Abbatiden, däribland gitarristerna Lasse Wellander och Janne Schaffer, basisten Rutger Gunnarsson samt trummisen Ola Brunkert. På grund av de komplicerade ljudbilder som Andersson, Ulvaeus och Tretow eftersträvade blev studiosessionerna slitsamma för musikerna. Studiomusikerna medföljde även gruppen på flertalet turnéer där de återskapade mycket av studiosoundet.
År 1978 byggdes Polar Studios på Kungsholmen i Stockholm, där gruppen kom att göra alla sina resterande inspelningar fram till 1982, med undantaget för bakgrundsmusiken till "Voulez-Vous" som delvis spelades in i Miami, USA 1979. Innan dess hade gruppen bokat in sig i olika studior över skilda delar av Stockholm och undantagsvis utanför huvudstadsregionen.

## Kritiken mot Abba

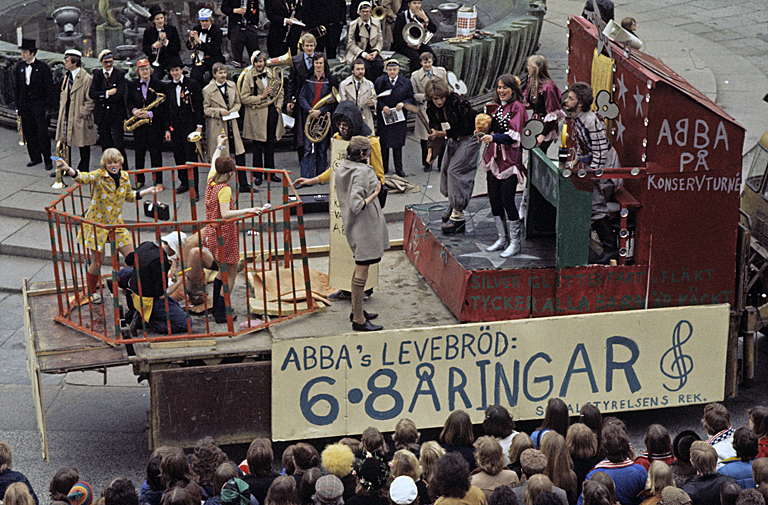
I Cortègen 1977 angreps Abba även av chalmeristerna.

Gruppens genombrott kom under den svenska musikrörelsens (proggens) storhetstid, då det i medier och kulturliv fanns en utbredd misstro mot den typ av musik som Abba spelade, vilken ansågs vara alltför kommersiellt inriktad. När Sverige 1975 skulle arrangera Eurovision Song Contest bildades därför en så kallad "antikommersiell folkfront" med stöd av bland annat Kulturrådet, kulturnämnden i Stockholms stad, producentföreningen på Sveriges Radio och olika musikerorganisationer.
Abbas glammiga image stod i djup kontrast till den musikvåg som var tongivande inom antikommersiella kretsar i Sverige och i Ulf Dagebys låt "Doin' the omoralisk schlagerfestival" från 1975 kritiseras gruppen bland annat för sina plastkläder.

## Filmer

### Musikvideor

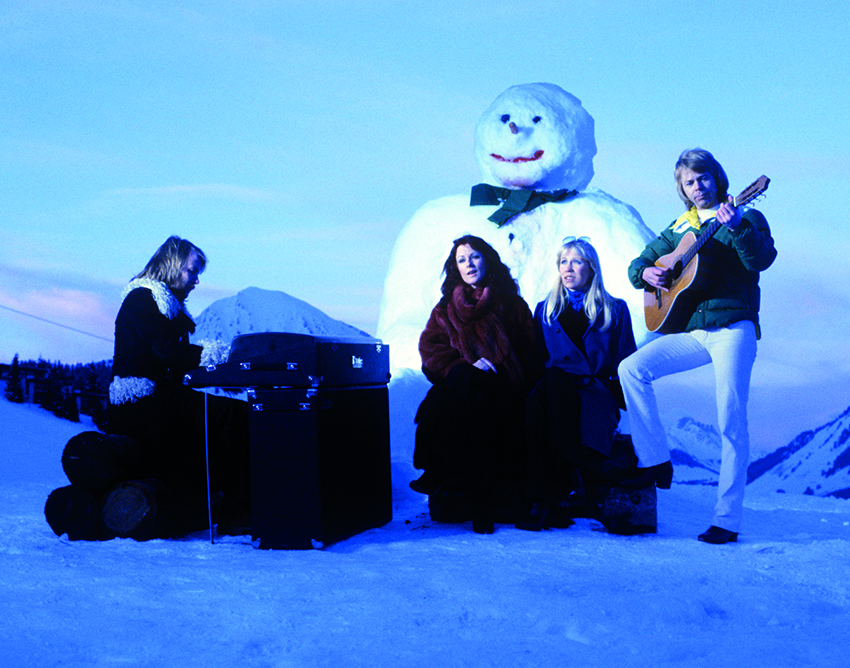
Bild från videoinspelningen till Chiquitita i Schweiz 1979.

Abba var en av pionjärerna när det gäller musikvideor. De gjorde sina första videor långt före MTVs tid (MTV startade 1981 i USA).
"Waterloo" var den första musikvideon gruppen gjorde. Detta skedde i samarbete med regissör Lasse Hallström. Videon filmades i juli 1974 och samtidigt filmade man även en video till "Ring ring". Hallström var ett naturligt val för gruppen då han redan på 1960-talet hade filmat musikarrangemang för SVT. Samarbetet med Hallström fortsatte och han regisserade alla utom de två sista av Abbas musikvideor ("The Day Before You Came" och "Under Attack", vilka regisserades av Kjell Sundvall och Kjell-Åke Andersson).
Lasse Hallströms sätt att göra musikvideor kom att bli stilbildande; hans filmning av närbilder av medlemmarna i profil och en face användes i flertalet av gruppens musikvideor.
Gruppen använde sällan skådespelare i sina musikvideor, men två undantag är "When I Kissed the Teacher" där Magnus Härenstam figurerar som lärare och "The Day Before You Came" där Jonas Bergström spelar Agnetha Fältskogs förälskelse.

### Spelfilmer
Lasse Hallström regisserade Abba – the Movie 1977 som en semi-dokumentär där tittaren ges en inblick i gruppens turné i Australien tidigare samma år. I filmatiseringen av musikalen Mamma Mia! från 2008 syns Andersson och Ulvaeus som statister. Likaså i den 2004 producerade kortfilmen The Last Video Ever medverkar alla fyra gruppmedlemmar som statister, medan gruppens musik framförs av dockor. Bland skådespelarna märks Loa Falkman, Rik Mayall, Sissela Kyle och Robert Gustafsson.
Flertalet av gruppens låtar förekommer i de australiska filmerna Muriels bröllop och Priscilla – öknens drottning (bägge från 1994). Gruppens musik har även förekommit i flera svenska och utländska långfilmer; Tillsammans (2000) av Lukas Moodysson och Spike Lees Summer of Sam (1999) är två exempel. I Änglagård av Colin Nutley hörs låten "Mamma Mia" i en bilstereo, "Does Your Mother Know" spelas i Johnny English där Rowan Atkinson mimar till sången. Även i filmen Morgan Pålsson - världsreporter används gruppens musik och Abba nämns ofta i filmen. I Göta kanal från 1981 lyssnar kronofogden på "Money, Money, Money". I The Martian från 2015 med Matt Damon spelas "Waterloo" vid ett avgörande tillfälle i filmen.

## Priser och utmärkelser
- 1974 – Vinner Eurovision Song Contest
- 1979 – Svenska grammofonpriset för Voulez-Vous
- 1981 – Svenska grammofonpriset för Super Trouper
- 1982 – Spelmannen
- 1993 – Grammisgalans hederspris[50]
- 1999 – Rockbjörnen som "Århundradets svenska grupp/artist"
- 2005 – Grammis för årets musik-dvd: Abba – the Movie
- 2010 – Invalda i Rock and Roll Hall of Fame and Museum
- 2014 – Invalda i Swedish Music Hall of Fame
- 2024 – Alla fyra förlänas Kommendör av första klassen av Kungl. Vasaorden av Kung Carl XVI Gustaf[51]

Året 2023 uppkallades ett släkte hjulspindlar med arten Abba transversa efter popgruppen.

## Abba-museet
Abbamuseet (formellt engelska: ABBA The Museum) är ett museum över Abba beläget vid Djurgårdsvägen 68 på Djurgården i Stockholm. Huset började uppföras våren 2012 efter ritningar av Johan Celsing Arkitektkontor. Närheten till Liljevalchs konsthall från 1916 ställde höga krav på utformningen.
I samma byggnad ligger ett hotell som öppnade i april 2013 och museet den 7 maj 2013.
På museet finns en rekonstruktion av Polarstudion, där Abba spelade in sina låtar från 1978. Det finns ett piano som är sammankopplat med ett piano i Benny Anderssons studio. När Andersson spelar i sin studio, börjar museets piano att självspela.
På museet finns även en samling originalföremål från vinsten i Eurovision Song Contest 1974 och vidare genom gruppens hela karriär.

## Diskografi
Studioalbum
- 1973 – Ring ring
- 1974 – Waterloo
- 1975 – Abba
- 1976 – Arrival
- 1977 – The Album
- 1979 – Voulez-Vous
- 1980 – Super Trouper
- 1981 – The Visitors
- 2021 – Voyage

## Filmografi
- 1977 – Abba – the Movie
- 1980 – Abba in Concert
- 1992 – Abba Gold (musikvideosamling)
- 1993 – More Abba Gold (musikvideosamling)
- 2004 – The Definitive Collection (musikvideosamling)
- 2004 – Abba – The Last Video Ever (kortfilm)
- 2008 – Mamma Mia!
- 2018 – Mamma Mia! Here We Go Again

## Inspelningar på flera språk
Abba har gjort inspelningar på andra språk än engelska, för att nå framgångar i olika språkterritorier. Det främsta exemplet är albumet Gracias Por La Música från 1980, då Fältskog och Lyngstad tillsammans med ljudtekniker Michael B. Tretow återvände till gruppens äldre inspelningar för att lägga på ny sång med spansk text. Samtliga inspelningar som listas nedan är av Abba.
| engelska                      | svenska                              | spanska                     | tyska                              | franska    |
| ----------------------------- | ------------------------------------ | --------------------------- | ---------------------------------- | ---------- |
| "Andante Andante"             |                                      | "Andante Andante"           |                                    |            |
| "Another Town, Another Train" |                                      |                             | "Wer im Wartesaal der Liebe steht" |            |
| "Chiquitita"                  |                                      | "Chiquitita"                |                                    |            |
| "Dancing Queen"               |                                      | "La Reina Del Baile"        |                                    |            |
| "Fernando"                    |                                      | "Fernando"                  |                                    |            |
| "Gimme! Gimme! Gimme!"        |                                      | "¡Dame! ¡Dame! ¡Dame!"      |                                    |            |
| "Happy New Year"              |                                      | "Felicidad"                 |                                    |            |
| "Hasta Mañana"                |                                      | "Hasta Mañana"              |                                    |            |
| "Honey, Honey"                | "Honey, Honey"                       |                             |                                    |            |
| "I Have a Dream"              |                                      | "Estoy Soñando"             |                                    |            |
| "Knowing Me, Knowing You"     |                                      | "Conociéndome Conociéndote" |                                    |            |
| "Mamma Mia"                   |                                      | "Mamma Mia"                 |                                    |            |
| "Merry-Go-Round"              | "En karusell"                        |                             |                                    |            |
| "Move On"                     |                                      | "Al Andar"                  |                                    |            |
| "Ring Ring"                   | "Ring ring (Bara du slog en signal)" | "Ring ring"                 | "Ring ring"                        |            |
| "Slipping Through My Fingers" |                                      | "Se Me Está Escapando"      |                                    |            |
| "Thank You For the Music"     |                                      | "Gracias Por La Música"     |                                    |            |
| "Waterloo"                    | "Waterloo"                           |                             | "Waterloo"                         | "Waterloo" |
| "When All Is Said And Done"   |                                      | "No Hay A Quién Culpar"     |                                    |            |
|                               | "Hej gamle man"                      |                             | "Hey Musikant"                     |            |
|                               | "Livet går sin gång"                 |                             | "Was die Liebe sagt"               |            |
|                               | "Åh, vilka tider"                    |                             |                                    |            |

Förutom de ovan nämnda inspelningarna av gruppen själva, har följande översättningar gjorts och spelats in av andra artister. Vid några av dessa inspelningar/översättningar har en eller flera gruppmedlemmar varit involverade.
| engelska                       | svenska                                                                         | danska             | tyska                                             | franska                |
| ------------------------------ | ------------------------------------------------------------------------------- | ------------------ | ------------------------------------------------- | ---------------------- |
| "Another Town, Another Train"  | "En annan stad, en annan vän"8                                                  |                    |                                                   |                        |
| "Fernando"                     | "Fernando" 1 7                                                                  |                    | "Fernando (Und der Himmel war zum Greifen nah)" 9 |                        |
| "Hasta Mañana"                 | "Hasta mañana" 9                                                                |                    | "Hasta Mañana" 9                                  |                        |
|                                | "Hej gamle man"                                                                 | "Hej Gamle Mand"10 |                                                   |                        |
| "I Have a Dream"               | "Jag har en dröm" 3 "Jag har en dröm" (musikalversionen) 4                      |                    |                                                   |                        |
| "I Do, I Do, I Do, I Do, I Do" | "Om och om och om och om igen"5 "Ja vill, ja vill, ja vill" (musikalversionen)6 |                    |                                                   |                        |
| "I've Been Waiting for You"    | "Jag har väntat på dig" 9                                                       |                    |                                                   |                        |
| "Mamma Mia"                    | "Mamma Mia" 5                                                                   |                    |                                                   |                        |
| "S.O.S."                       | "S.O.S." 2                                                                      |                    | "S.O.S." 9                                        |                        |
| "The Winner Takes it All"      |                                                                                 |                    |                                                   | "Bravo tu as gagné" 11 |
| "Why Did it Have to be Me"     | "Det var det ingenting på" 5                                                    |                    |                                                   |                        |

1 av Frida, album: Frida ensam
2 av Agnetha Fältskog, album: Elva kvinnor i ett hus
3 av Streaplers, album: Du måste skynda dig, text: Ingela "Pling" Forsman
4 i musikalen Mamma Mia!, text: Niklas Strömstedt
5 av Birgitta Wollgård & Salut
6 av Schytts, album: Hålligång 5
7 av Vikingarna, album: Kramgoa låtar 2
8 av Schytts, album: Hålligång 2
9 av Lena Andersson
10 av Kimmik
11 av Mireille Mathieu